# (2425) Shenzhen
(2425) Shenzhen est un astéroïde de la ceinture principale.

## Description
(2425) Shenzhen est un astéroïde de la ceinture principale. Il fut découvert le 17 mars 1975 à Nanking par l'observatoire de la Montagne Pourpre. Il présente une orbite caractérisée par un demi-grand axe de 3,00 UA, une excentricité de 0,10 et une inclinaison de 10,9° par rapport à l'écliptique.

## Compléments